# جنگ ایران و هلند
در روز ۱۲ دسامبر ۱۷۶۵ (۲۱ آذر ۱۱۴۴ خورشیدی)، یک کشتی هلندی از بصره به سوی خارگ آمد، و هلندی‌های خارگ، ۲ کشتی جنگی گالیوت خود را به استقبال و اسکورت آن کشتی فرستادند، تا به زعم خود از گزند حملات میرمهنا که در جزیره خارگو بود محافظت کنند، اما میرمهنا به دستور کریم خان زند، با افرادش با حمله ای برق آسا نه تنها کشتی باری یادشده بلکه ۲ کشتی جنگی هلندی را به تصرف خود درآورده و ۴۰ سرنشین اروپایی و ۱۸ ملوان محلی آن را به اسارت گرفتند.
پیترونهوتینگ، فرمانده هلندی‌ها و مسئول وقت کمپانی هند شرقی هلند در خلیج فارس که در قلعه موسلشتاین خارگ استقرار داشت و بخشی مهم از قدرت دریایی خود را از دست داده بود، از شیخ سعدون بوشهری، تقاضای کمک کرد اما سعدون از ترس حملات میرمهنا بهانه‌هایی آورد و در نهایت به کمک دوستان هلندی‌اش نرفت. در آخر میرمهنا بخشی از نیروهایش را در جزیره خارگ (که در جریان اشغال خارگ به تصرف هلندی‌ها درآمده بود) نزدیک محله ارمنی‌ها و به دور از تیررس توپ‌های هلندی‌ها پیاده کرد و روز اول دی ماه (۲۲ دسامبر ۱۷۶۵) به قلعه موسلشتاین حمله و آن را به محاصره درآورد و بعد از مدتی نیز قلعه را تصرف کرد.